# Viosne
Pour les articles homonymes, voir Viosne (homonymie).
La Viosne est une rivière française des départements de l'Oise et du Val-d'Oise, dans les régions Île-de-France et Hauts-de-France, et un affluent droit de l'Oise, donc un sous-affluent du fleuve la Seine.

## Géographie

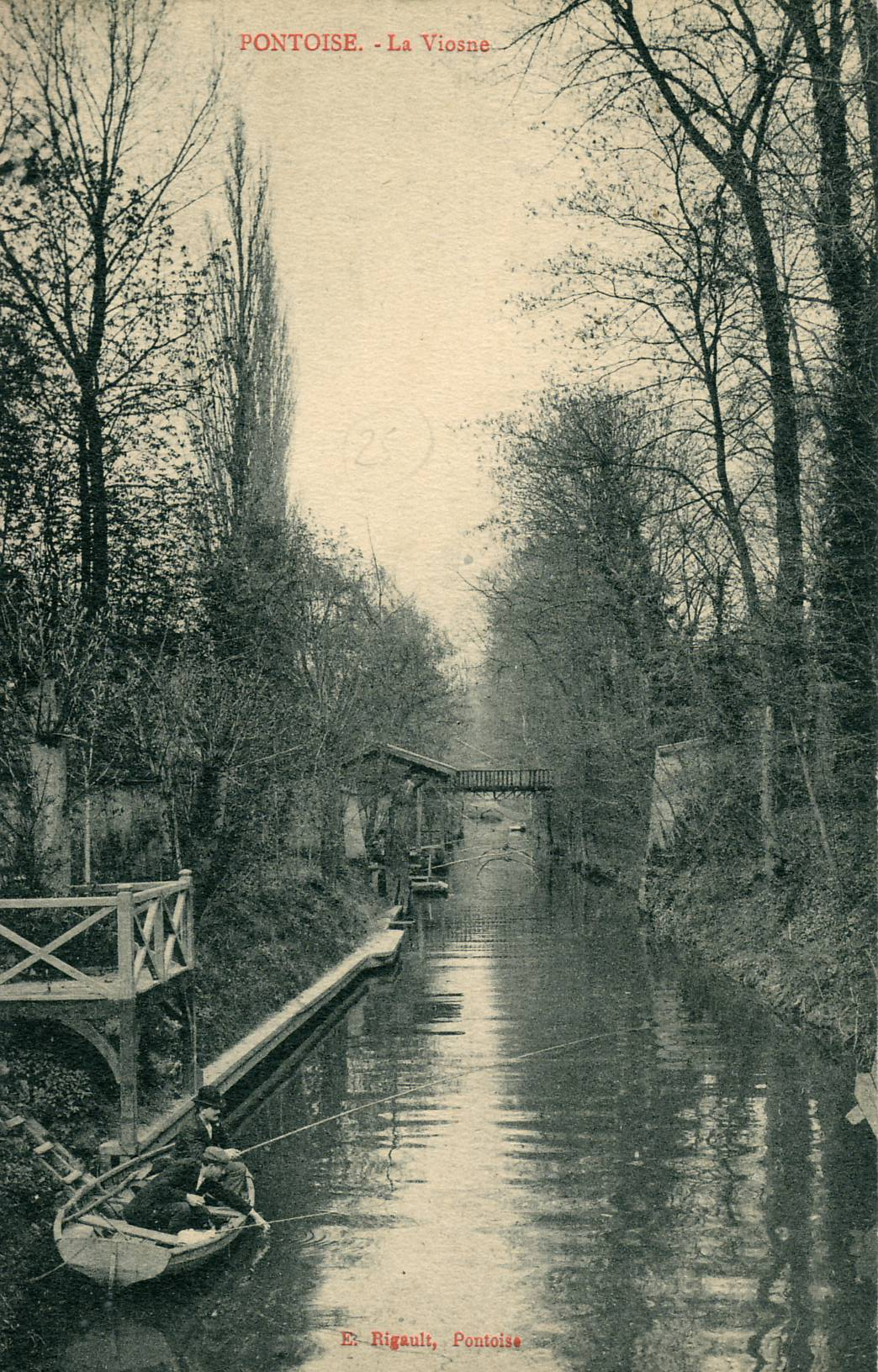
La Viosne à Pontoise, au début du XXe siècle dans le futur parc de l'Évêché.

D'une longueur de 28,8 km, la Viosne est une rivière qui prend sa source entre Lierville et Le Boulleaume, hameau de Lierville dans le département de l'Oise, à 97 m d'altitude, près du lieu-dit le Fond de Branchu.
L'endroit exact de ses deux sources est situé à environ 300 m au nord du chemin reliant les deux villages, sur un coteau dirigé vers l'est. Les premiers hectomètres de ce cours d'eau après être passé sous le chemin sont représentés par un ru avec un très faible débit, qui serpente dans la plaine puis pénètre dans le bois en contournant la colline de Lavilletertre par le sud-ouest et va se jeter directement en amont dans l'étang de Lavilletertre. Une 3e source située dans le bois qui a comme origine un vieux regard désaffecté en ruines au bas d'un monticule - cette source fut captée à une époque car on voit encore aujourd'hui un vieux tuyau en fonte de 100 mm qui est raccordé au regard - à environ 500 m en arrière de la première, forme un 2e ru qui serpente dans le sous-bois en parallèle sur quelques centaines de mètres avec le 1er ru et arrive en longeant l'étang par le sud. Le trop-plein de l'étang réalimente ce ru issu de cette 2e source juste avant que celui-ci franchisse une ancienne écluse de dérivation en ruine, et la rivière descend et passe sous la route départementale No 536 Bouconvilliers- Lavilletertre et continue son cours en direction du sud-est en perdant de l'altitude.
Une prise d'eau brute exploitée par Veolia est située en contrebas de cette route qui forme une digue. Cette rivière est longue de 28,8 km, dont 25 dans le Val-d'Oise, et se jette dans l'Oise en rive droite à Pontoise (Val-d'Oise) après le barrage en ayant suivi une orientation nord-est / sud-ouest.
Plusieurs moulins ont été édifiés le long de son cours au siècle dernier (voir celui de Courcelles-sur-Viosne).
Elle a de multiples bras, souvent « morts », (dont, à Osny, la Couleuvre) et forme de nombreux petits étangs comme celui « des Aulnes » à Montgeroult. Une partie de son cours fut modifiée sous Napoléon III dans la traversée de la ville basse de Pontoise pour pouvoir construire la gare et son esplanade, ce qui fait qu'elle est maintenant canalisée en souterrain sur la fin de son cours notamment sous le parc de stationnement Canrobert.
Après être passée grâce à un ouvrage hydraulique sous les voies et le passage à niveau à l'ouest, et avoir longé la gare de Pontoise par le sud, elle passe sous le parking de la gare et coule derrière la résidence « Les Rives de l'Oise » située le long de la voie ferrée, prend la direction plein sud en passant sous le boulevard qui monte vers Cergy (RD 14) et emprunte sur environ 500 m un petit canal latéral à l'Oise qui traverse le parc de l'évêché (voir photo ci-dessus), puis se jette dans l'Oise en aval du barrage de Pontoise.

### Communes et cantons traversés

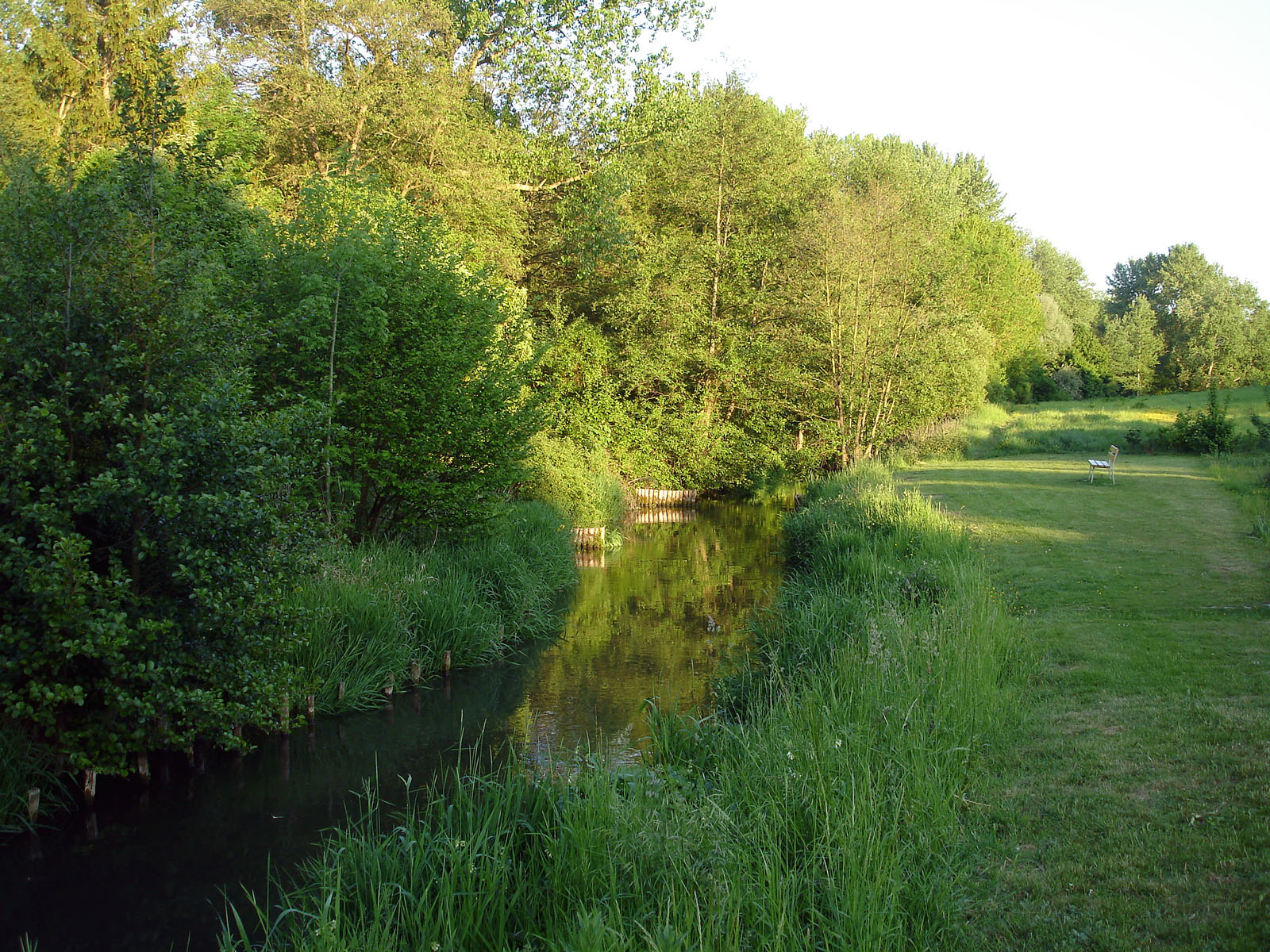
La Viosne à Santeuil.

D'amont en aval :
Dans l'Oise
Lierville ~ Lavilletertre ~ Bouconvillers
Dans le Val-d'Oise
Chars ~ Brignancourt ~ Santeuil ~ Us ~ Ableiges ~ Montgeroult ~ Courcelles-sur-Viosne ~ Puiseux-Pontoise ~ Boissy-l'Aillerie ~ Osny ~ Pontoise
Soit un total de quatorze communes traversées.
Soit encore, en termes de canton, la Viosne prend sa source dans le canton de Chaumont-en-Vexin, traverse les canton de Marines, canton de Vigny, canton de Cergy-Nord et conflue dans le canton de Pontoise, tous situés dans les deux arrondissement de Beauvais, et arrondissement de Pontoise.

### Toponymes
La Viosne a donné son hydronyme à la commune de Courcelles-sur-Viosne. D'autre part la communauté de communes Val de Viosne, créée le 24 décembre 2002, a aussi emprunté son hydronyme. Il existe également un « boulevard de la Viosne » à Cergy, une avenue du même nom à Osny, des rues à Gonesse, Mantes-la-Ville et Brignancourt ainsi qu'une route à Saint-Martin-du-Vieux-Bellême.

### Bassin versant
La Viosne traverse une seule zone hydrologique « La Viosne de sa source au confluent de l'Oise (exclu) » (H228) de 193 km2.

## Affluents

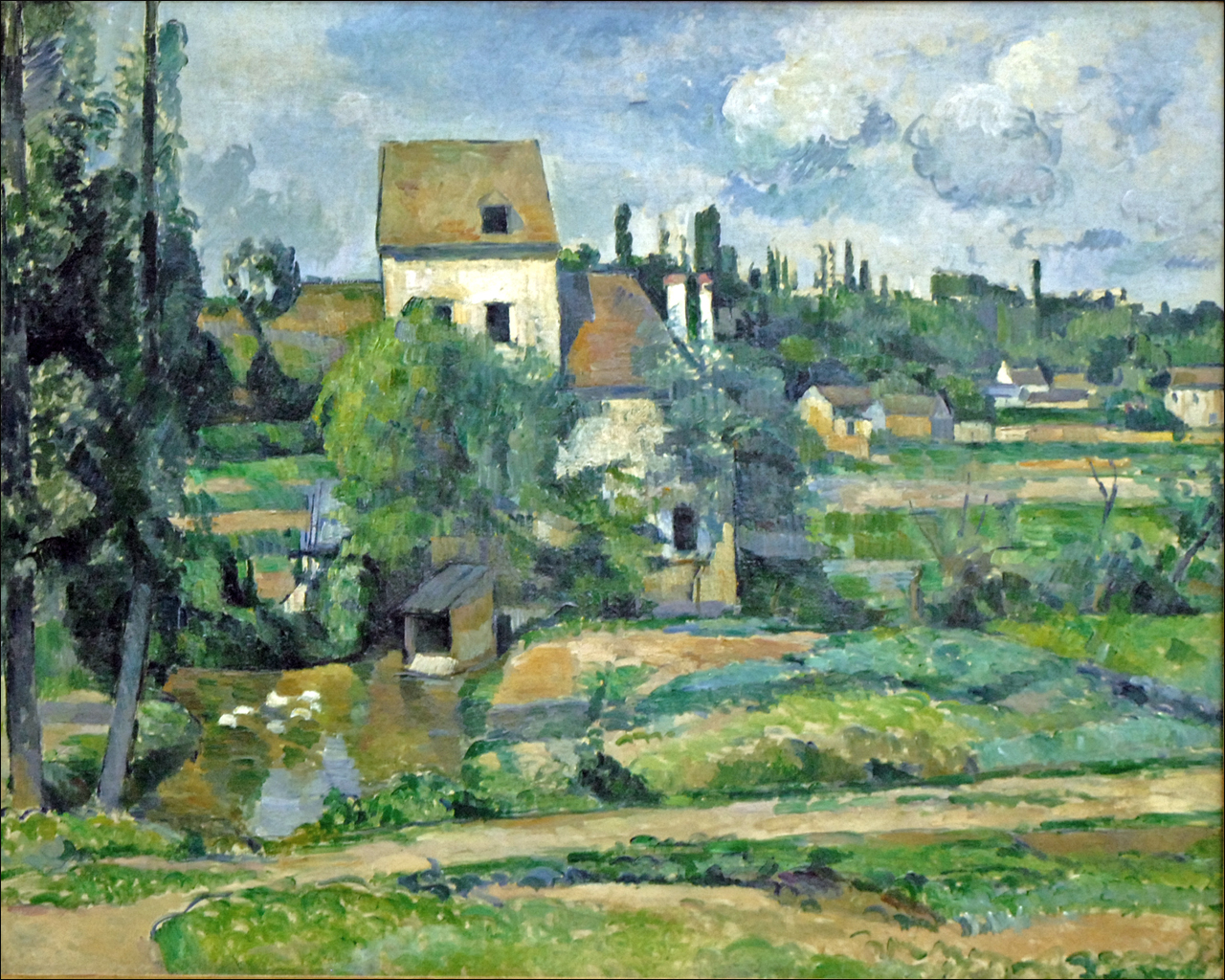
Paul Cézanne Le moulin sur la Couleuvre à Pontoise (Alte Nationalgalerie.

La Viosne a quatre affluents, dont trois affluents contributeurs et un bras référencé :
- Le ruisseau d'Arnoye (rg[note 1]) 7,1 km, dans l'Oise sur les communes de Chavençon et Lavilletertre dans les canton de Méru et canton de Chaumont-en-Vexin et dans le Val-d'Oise sur les communes de Le Heaulme et Neuilly-en-Vexin dans le canton de Marines[6].
- La Couleuvre (rd) 3,5 km, dans le Val-d'Oise sur les communes de Moussy, Le Perchay, Santeuil dans les canton de Marines et canton de Vigny[7].
- Le bras de la Viosne, 1 km, dans le Val-d'Oise sur la commune de Brignancourt dans le canton de Marines[8].

### Rang de Strahler
Le rang de Strahler de la Vionne est de trois.

## Hydrologie

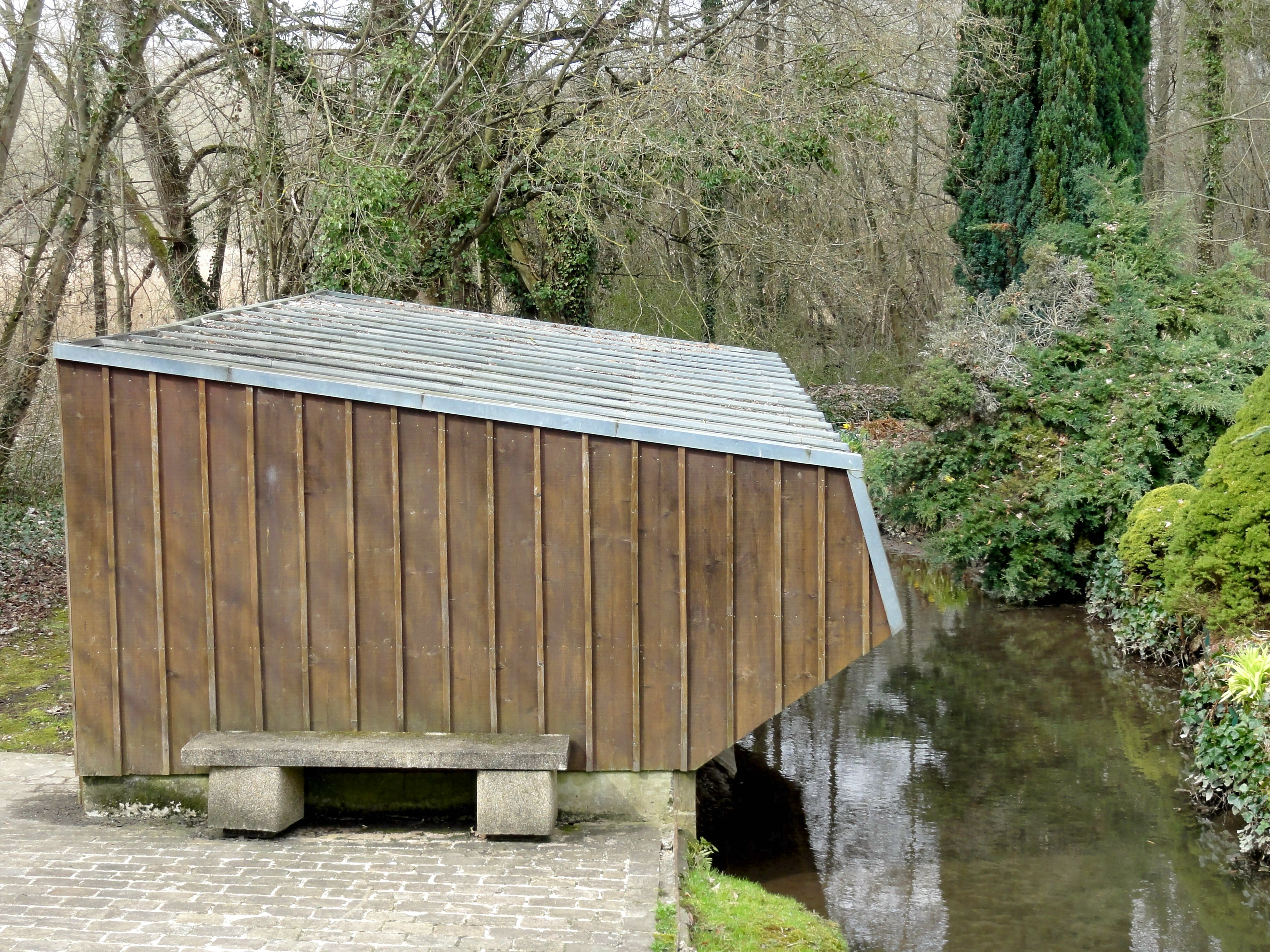
Lavoir sur la Viosne à Montgeroult.

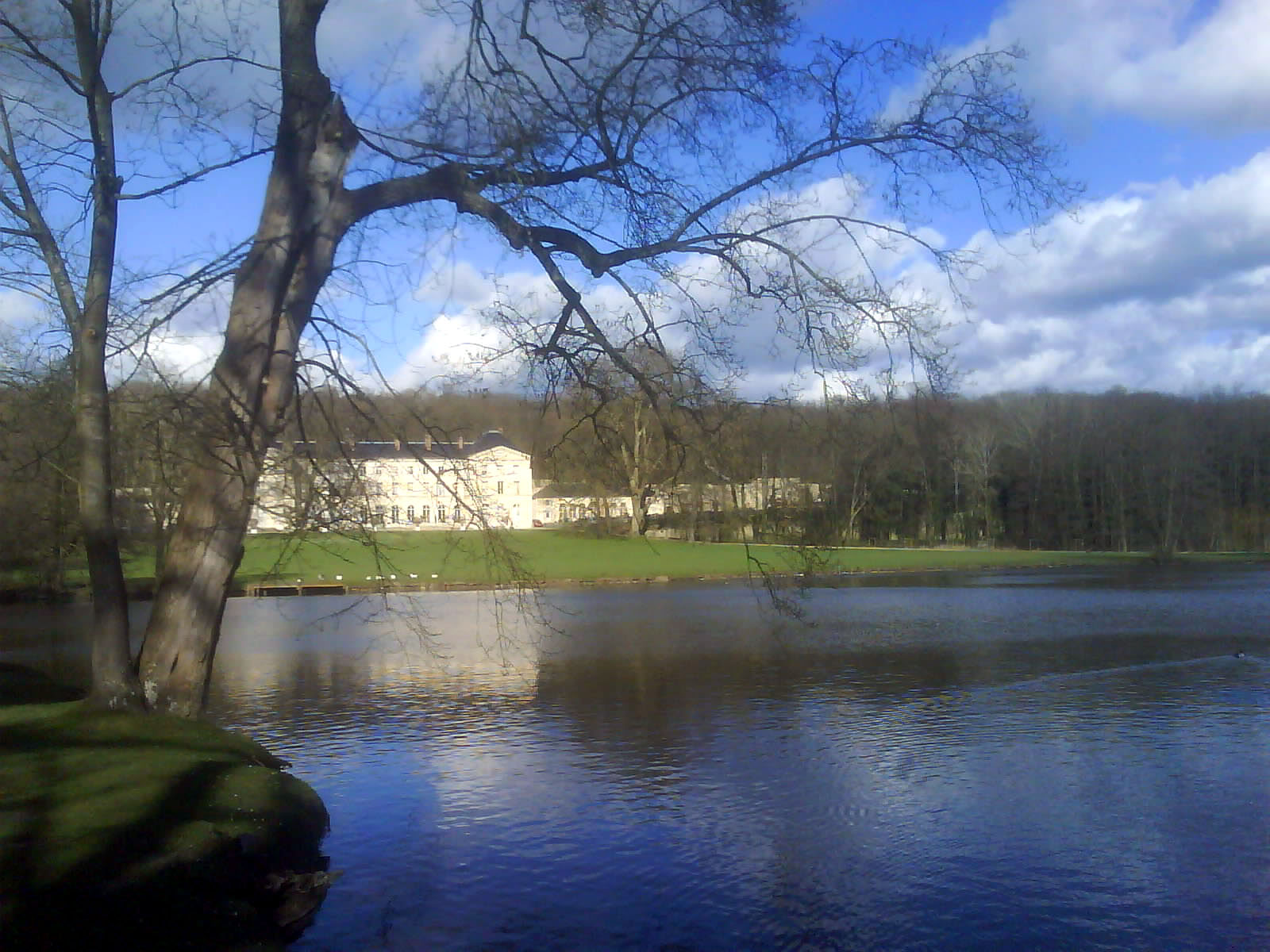
Le château de Grouchy à Osny.

Son régime hydrologique est dit pluvial océanique.

## Aménagements et écologie
Ses eaux sont très claires au confluent comparées à celles de l'Oise, car dans certains endroits très en amont de Courcelles-sur-Viosne ou Osny, la truite y est présente cachée sous les berges ou sous des pierres, l'eau ayant de très bonnes qualités bactériologiques.